# Frank William Batchou
Frank William Batchou est un auteur, journaliste et blogueur camerounais.

## Biographie
Frank William Batchou est un auteur, journaliste, blogueur et entrepreneur Camerounais, auteur de plus livres publiés à compte éditeur . Le membre de l'association des blogueur du Cameroun est né à l'Ouest Cameroun dont il est originaire 

## Prix et récompenses
Frank William Batchou est sacré palme d’or du meilleur journaliste-blogueur camerounais pour l’année 2012. Il a reçu ce prix le  20 juillet 2013 à Douala  lors de la 9ème édition de l’évènement annuel baptisé « Les palmes d’or de l’excellence » organisé par l’Africa Foundation Awards, une Ong créé en 2005  .